# Borowiki (powiat siemiatycki)
Borowiki – wieś w Polsce położona w województwie podlaskim, w powiecie siemiatyckim, w gminie Milejczyce. Leży nad rzeką Nurczyk.
W latach 1975–1998 miejscowość administracyjnie należała do województwa białostockiego.
We wsi znajduje się przystanek kolejowy Borowiki.
Prawosławni mieszkańcy wsi należą do parafii w Rogaczach, a wierni kościoła rzymskokatolickiego do parafii św. Stanisława w Milejczycach